# Douglas Gap
Douglas Gap är ett bergspass i Antarktis. Det ligger i Östantarktis. Nya Zeeland gör anspråk på området. Douglas Gap ligger 468 meter över havet.
Terrängen runt Douglas Gap är varierad. Trakten är obefolkad. Det finns inga samhällen i närheten.